# Lières
Lières település Franciaországban, Pas-de-Calais megyében. Lakosainak száma 340 fő (2022. január 1.). Lières Lespesses, Ames, Auchy-au-Bois, Lillers és Saint-Hilaire-Cottes községekkel határos.

## Népesség
A település népességének változása:
| Lakosok száma | 382  | 382  | 393  | 380  | 380  | 380  | 367  | 353  | 340  |
|               | 2013 | 2015 | 2016 | 2017 | 2018 | 2019 | 2020 | 2021 | 2022 |